# Port Clarence (Angleterre)
Pour les articles homonymes, voir Port Clarence.
Port Clarence est un village situé dans le comté de Durham en Angleterre, non loin de Stockton-on-Tees, sur la rive nord du fleuve Tees.
Il se situe à l'extrémité nord du Tees Transporter Bridge, un pont transbordeur qui relie Port Clarence à Middlesbrough.

## Galerie

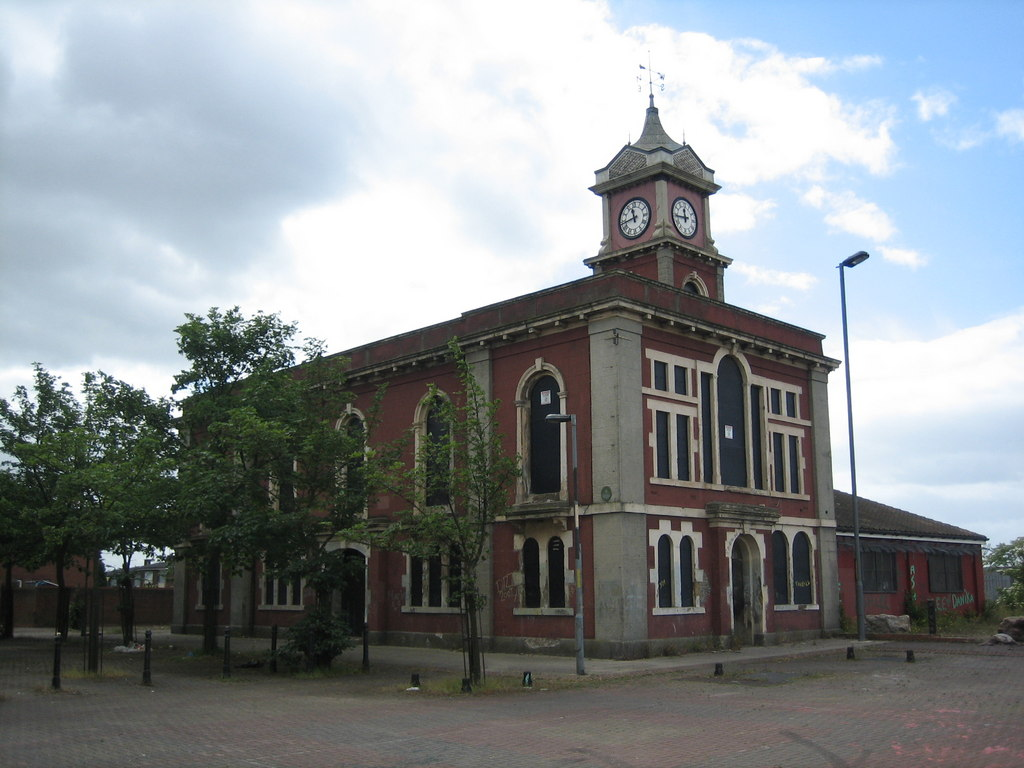
Middlesbrough Old Town Hall
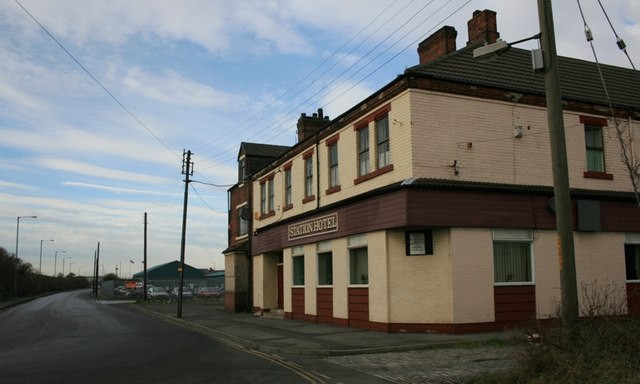
Hôtel à Port Clarence
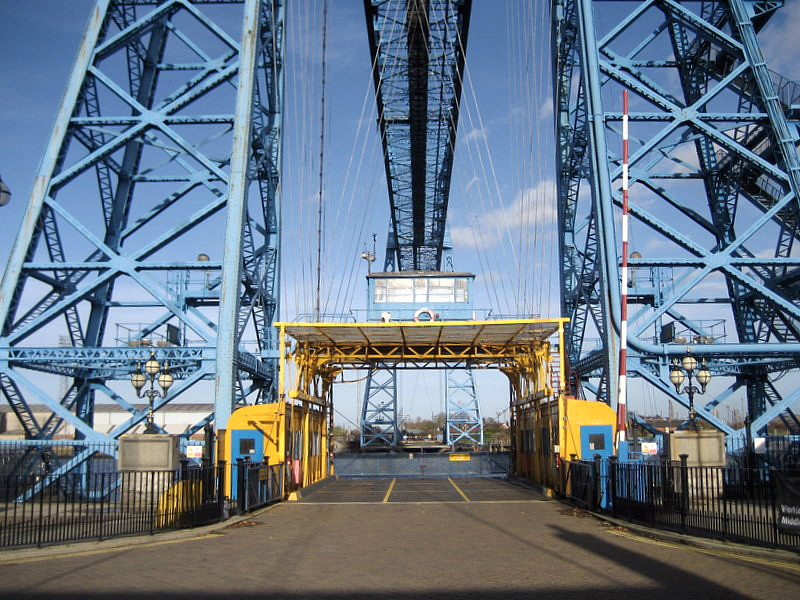
The Transporter Bridge